# گمینا تشمیلوو
گمینا تشمیلوو (به لهستانی:  Gmina Ćmielów) یک گمینا در لهستان است که در شهرستان اوستروویتس واقع شده‌است. گمینا تشمیلوو ۱۱۷٫۷ کیلومتر مربع مساحت و ۷٬۸۳۹ نفر جمعیت دارد.